# 아카데미 촬영상

아카데미 촬영상(Academy Award for Best Cinematography)은 아카데미상의 부문 중 하나로, 가장 뛰어난 촬영을 한 인물 및 작품에 수여된다.

## 역대 수상자

### 1970년대
| 연도                           | 영화                                                      | 촬영자 |
| ------------------------------ | --------------------------------------------------------- | ------ |
| 1970 (43회)                    |                                                           |        |
| 《라이언의 딸》                | 프레디 영                                                 |        |
| 《패튼》                       | 프레드 J. 쾨네캠프                                        |        |
| 《에어포트》                   | 어니스트 래즐로                                           |        |
| 《도라 도라 도라》             | 후루야 오사미, 히메다 신사쿠, 사토 마사미치, 찰스 F. 휠러 |        |
| 《사랑하는 여인들》            | 빌리 윌리엄스                                             |        |
| 1971 (44회)                    |                                                           |        |
| 《지붕 위의 바이올린》         | 오즈월드 모리스                                           |        |
| 《프렌치 커넥션》              | 오웬 로이즈만                                             |        |
| 《마지막 영화관                | 로버트 서티스                                             |        |
| 《니콜라스와 알렉산드라》      | 프레디 영                                                 |        |
| 《42년의 여름》                | 로버트 서티스                                             |        |
| 1972 (45회)                    |                                                           |        |
| 《카바레》                     | 제프리 언즈워스                                           |        |
| 《1776》                       | 해리 스트래들링 주니어                                    |        |
| 《나비의 외출》                | 찰스 랭                                                   |        |
| 《포세이돈 어드벤처》          | 해럴드 E. 스타인                                          |        |
| 《트래블스 위드 마이 언트》    | 더글러스 슬로컴                                           |        |
| 1973 (46회)                    |                                                           |        |
| 《외침과 속삭임》              | 스벤 뉘크비스트                                           |        |
| 《엑소시스트》                 | 오웬 로이즈만                                             |        |
| 《갈매기의 꿈》                | 잭 코퍼                                                   |        |
| 《스팅》                       | 로버트 서티스                                             |        |
| 《추억》                       | 해리 스트래들링 주니어                                    |        |
| 1974 (47회)                    |                                                           |        |
| 《타워링》                     | 프레드 J. 쾨네캠프, 조셉 F. 비록                          |        |
| 《차이나타운》                 | 존 A. 알론조                                              |        |
| 《대지진》                     | 필립 H. 래스롭                                            |        |
| 《레니》                       | 브루스 서티스                                             |        |
| 오리엔트 특급 살인             | 제프리 언즈워스                                           |        |
| 1975 (48회)                    |                                                           |        |
| 《배리 린든》                  | 존 올컷                                                   |        |
| 《부서진 세월》                | 콘래드 홀                                                 |        |
| 《퍼니 레이디》                | 제임스 웡 하우                                            |        |
| 《힌덴부르크》                 | 로버트 서티스                                             |        |
| 《뻐꾸기 둥지 위로 날아간 새》 | 해스컬 웩슬러, 빌 버틀러                                  |        |
| 1976 (49회)                    |                                                           |        |
| 《바운드 포 글로리》           | 해스컬 웩슬러                                             |        |
| 《킹콩》                       | 리처드 H. 클라인                                          |        |
| 《로건의 탈출》                | 어니스트 래즐로                                           |        |
| 《네트워크》                   | 오웬 로이즈만                                             |        |
| 《스타 탄생》                  | 로버트 서티스                                             |        |
| 1977 (50회)                    |                                                           |        |
| 《미지와의 조우》              | 빌모시 지그몬드                                           |        |
| 《아이슬랜드 인 더 스트림》    | 프레드 J. 쾨네캠프                                        |        |
| 《줄리아》                     | 더글러스 슬로컴                                           |        |
| 《미스터 굿바를 찾아서》       | 윌리엄 A. 프레이커                                        |        |
| 《터닝 포인트》                | 로버트 서티스                                             |        |
| 1978 (51st)                    |                                                           |        |
| 《천국의 나날들》              | 네스토르 알멘드로스                                       |        |
| 《디어 헌터》                  | 빌모시 지그몬드                                           |        |
| 《천국의 사도》                | 윌리엄 A. 프레이커                                        |        |
| 《새임 타임, 넥스트 이어》     | 로버트 서티스                                             |        |
| 《마법사》                     | 오즈월드 모리스                                           |        |
| 1979 (52회)                    |                                                           |        |
| 《지옥의 묵시록》              | 비토리오 스토라로                                         |        |
| 《1941》                       | 윌리엄 A. 프레이커                                        |        |
| 《올 댓 재즈》                 | 주세페 로툰노                                             |        |
| 《블랙홀》                     | 프랭크 V. 필립스                                          |        |
| 《크레이머 대 크레이머》       | 네스토르 알멘드로스                                       |        |

### 1980년대
| 연도                           | 영화                                            | 촬영자 |
| ------------------------------ | ----------------------------------------------- | ------ |
| 1980 (53회)                    |                                                 |        |
| 《테스》                       | 제프리 언즈워스 (사후 수상), 기슬레인 콜쿼트    |        |
| 《블루 라군》                  | 네스토르 알멘드로스                             |        |
| 《광부의 딸》                  | 랄프 D. 보드                                    |        |
| 《포뮬라》                     | 제임스 크레이브                                 |        |
| 《분노의 주먹》                | 마이클 채프먼                                   |        |
| 1981 (54회)                    |                                                 |        |
| 《레드》                       | 비토리오 스토라로                               |        |
| 《엑스칼리버》                 | 앨릭스 톰프슨                                   |        |
| 《황금 연못》                  | 빌리 윌리엄스                                   |        |
| 《래그타임》                   | 미로슬라프 온드르지체크                         |        |
| 《레이더스                     | 더글러스 슬로컴                                 |        |
| 1982 (55회)                    |                                                 |        |
| 《간디》                       | 빌리 윌리엄스와 로니 테일러                     |        |
| 《특전 유보트                  | 요스트 파카노                                   |        |
| 《E.T.》                       | 앨런 다비아우                                   |        |
| 《소피의 선택》                | 네스토르 알멘드로스                             |        |
| 《투씨》                       | 오웬 로이즈만                                   |        |
| 1983 (56회)                    |                                                 |        |
| 《화니와 알렉산더》            | 스벤 뉘크비스트                                 |        |
| 《플래시댄스》                 | 돈 피터먼                                       |        |
| 《필사의 도전》                | 케일러브 데이셔넬                               |        |
| 《위험한 게임》                | 윌리엄 A. 프레이커                              |        |
| 《젤리그》                     | 고든 윌리스                                     |        |
| 1984 (57회)                    |                                                 |        |
| 《킬링필드》                   | 크리스 멘지스                                   |        |
| 《아마데우스》                 | 미로슬라프 온드르지체크                         |        |
| 《내츄럴》                     | 케일러브 데이셔넬                               |        |
| 《인도로 가는 길》             | 어니스트 데이                                   |        |
| 《더 리버》                    | 빌모시 지그몬드                                 |        |
| 1985 (58회)                    |                                                 |        |
| 《아웃 오브 아프리카》         | 데이비드 왓킨                                   |        |
| 《컬러 피플》                  | 앨런 다비아우                                   |        |
| 《머피의 로맨스》              | 윌리엄 A. 프레이커                              |        |
| 《란》                         | 사이토 다카오, 우에다 마사하루, 나카이 아사카즈 |        |
| 《나는 증인이다》              | 존 실                                           |        |
| 1986 (59회)                    |                                                 |        |
| 《미주리》                     | 크리스 멘지스                                   |        |
| 《페기 수 결혼하다             | 조던 크론웨스                                   |        |
| 《플래툰》                     | 로버트 리처드슨                                 |        |
| 《어 룸 위드 어 뷰》           | 토니 피어스로버츠                               |        |
| 《스타 트렉 4: 귀환의 항로》   | 돈 피터먼                                       |        |
| 1987 (60회)                    |                                                 |        |
| 《마지막 황제》                | 비토리오 스토라로                               |        |
| 《브로드캐스트 뉴스》          | 미하엘 발하우스                                 |        |
| 《태양의 제국》                | 앨런 다비아우                                   |        |
| 《희망과 영광》                | 필리프 루슬로                                   |        |
| 《메이트완》                   | 해스컬 웩슬러                                   |        |
| 1988 (61st)                    |                                                 |        |
| 《미시시피 버닝》              | 피터 비죠우                                     |        |
| 《레인 맨》                    | 존 실                                           |        |
| 《불타는 태양》                | 콘래드 홀                                       |        |
| 《참을 수 없는 존재의 가벼움》 | 스벤 뉘크비스트                                 |        |
| 《누가 로저 래빗을 모함했나》  | 딘 컨디                                         |        |
| 1989 (62회)                    |                                                 |        |
| 《영광의 깃발》                | 프레디 프랜시스                                 |        |
| 《심연》                       | 미카엘 살로몬                                   |        |
| 《블레이즈》                   | 해스컬 웩슬러                                   |        |
| 《7월 4일생》                  | 로버트 리처드슨                                 |        |
| 《사랑의 행로》                | 미하엘 발하우스                                 |        |

### 1990년대
| 연도                        | 영화                | 촬영자 |
| --------------------------- | ------------------- | ------ |
| 1990 (63회)                 |                     |        |
| 《늑대와 함께 춤을》        | 딘 셈러             |        |
| 《아발론》                  | 앨런 다비아우       |        |
| 《딕 트레이시》             | 비토리오 스토라로   |        |
| 《대부 3》                  | 고든 윌리스         |        |
| 《헨리 밀러의 북회귀선》    | 필리프 루슬로       |        |
| 1991 (64회)                 |                     |        |
| 《JFk》                     | 로버트 리처드슨     |        |
| 《벅스비》                  | 앨런 다비아우       |        |
| 《사랑과 추억》             | 스티븐 골드블랫     |        |
| 《터미네이터 2: 심판의 날》 | 애덤 그린버그       |        |
| 《델마와 루이스》           | 에이드리언 비들     |        |
| 1992 (65회)                 |                     |        |
| 《흐르는 강물처럼》         | 필리프 루슬로       |        |
| 《호파》                    | 스티븐 H. 버럼      |        |
| 《하워즈 엔드》             | 토니 피어스로버츠   |        |
| 《연인》                    | 로버트 프레즈       |        |
| 《용서받지 못한 자》        | 잭 N. 그린          |        |
| 1993 (66회)                 |                     |        |
| 《쉰들러 리스트》           | 야누시 카민스키     |        |
| 《패왕별희》                | 구창웨이            |        |
| 《도망자》                  | 마이클 채프먼       |        |
| 《피아노》                  | 스튜어트 드라이버그 |        |
| 《위대한 승부》             | 콘래드 홀           |        |
| 1994 (67회)                 |                     |        |
| 《가을의 전설》             | 존 톨               |        |
| 《포레스트 검프》           | 존 버지스           |        |
| 《쇼생크 탈출》             | 로저 디킨스         |        |
| 《세가지 색 제3편》         | 피오트르 소보친스키 |        |
| 《와이어트 어프》           | 오웬 로이즈만       |        |
| 1995 (68회)                 |                     |        |
| 《브레이브하트》            | 존 톨               |        |
| 《배트맨 포에버》           | 스티븐 골드블랫     |        |
| 《소공녀》                  | 에마누엘 루베스키   |        |
| 《이성과 감성》             | 마이클 콜터         |        |
| 《트라이어드》              | 뤼웨                |        |
| 1996 (69회)                 |                     |        |
| 《잉글리쉬 페이션트》       | 존 실               |        |
| 《에비타》                  | 다리우스 콘지       |        |
| 《파고》                    | 로저 디킨스         |        |
| 《아름다운 비행》           | 케일러브 데이셔넬   |        |
| 《마이클 콜린스》           | 크리스 멘지스       |        |
| 1997 (70회)                 |                     |        |
| 《타이타닉》                | 러셀 카펜터         |        |
| 《아미스타드》              | 야누시 카민스키     |        |
| 《쿤둔》                    | 로저 디킨스         |        |
| 《LA 컨피덴셜》             | 단테 스피노티       |        |
| 《도브                      | 에두아르도 세라     |        |
| 1998 (71st)                 |                     |        |
| 《라이언 일병 구하기》      | 야누시 카민스키     |        |
| 《시빌 액션》               | 콘래드 홀           |        |
| 《엘리자베스》              | 레미 아데파라신     |        |
| 《셰익스피어 인 러브》      | 리차드 그레이트렉스 |        |
| 《씬 레드 라인              | 존 톨               |        |
| 1999 (72회)                 |                     |        |
| 《아메리칸 뷰티》           | 콘래드 홀           |        |
| 《사랑의 슬픔 애수》        | 로저 프랫           |        |
| 《인사이더》                | 단테 스피노티       |        |
| 《슬리피 할로우》           | 에마누엘 루베스키   |        |
| 《삼나무에 내리는 눈》      | 로버트 리처드슨     |        |

### 2000년대
| 연도                                      | 영화                       | 촬영자 |
| ----------------------------------------- | -------------------------- | ------ |
| 2000 (73회)                               |                            |        |
| 《와호장룡》                              | 바우닥헤이                 |        |
| 《글래디에이터》                          | 존 매시슨                  |        |
| 《말레나》                                | 콜터이 러요시              |        |
| 《오! 형제여, 어디에 있는가?              | 로저 디킨스                |        |
| 《패트리어트: 늪 속의 여우》              | 케일러브 데이셔넬          |        |
| 2001 (74회)                               |                            |        |
| 《반지의 제왕: 반지원정대》               | 앤드루 레스니              |        |
| 《아멜리에》                              | 브뤼노 델보넬              |        |
| 《블랙 호크 다운》                        | 스와보미르 이지아크        |        |
| 《그 남자는 거기 없었다                   | 로저 디킨스                |        |
| 《물랑 루즈》                             | 도날드 맥알파인            |        |
| 2002 (75회)                               |                            |        |
| 《로드 투 퍼디션》                        | 콘래드 홀(사후 수상)       |        |
| 《시카고》                                | 디온 비비                  |        |
| 《파 프롬 헤븐》                          | 에드워드 래크먼            |        |
| 《갱스 오브 뉴욕》                        | 미하엘 발하우스            |        |
| 《피아니스트》                            | 파베우 에델만              |        |
| 2003 (76회)                               |                            |        |
| 《마스터 앤드 커맨더: 위대한 정복자》     | 러셀 보이드                |        |
| 《시티 오브 갓》                          | 세사르 차를로네            |        |
| 《콜드 마운틴》                           | 존 실                      |        |
| 《진주 귀걸이를 한 소녀》                 | 에두아르도 세라            |        |
| 《씨비스킷》                              | 존 슈워츠먼                |        |
| 2004 (77회)                               |                            |        |
| 《에비에이터》                            | 로버트 리처드슨            |        |
| 《연인》                                  | 자오샤오딩                 |        |
| 《패션 오브 크라이스트》                  | 케일러브 데이셔넬          |        |
| 《오페라의 유령》                         | 존 매시슨                  |        |
| 《인게이지먼트》                          | 브뤼노 델보넬              |        |
| 2005 (78회)                               |                            |        |
| 《게이샤의 추억》                         | 디온 비비                  |        |
| 《배트맨 비긴즈》                         | 월리 피스터                |        |
| 《브로크백 마운틴》                       | 로드리고 프리에토          |        |
| 《굿 나잇 앤 굿 럭》                      | 로버트 엘스윗              |        |
| 《뉴 월드》                               | 에마누엘 루베스키          |        |
| 2006 (79회)                               |                            |        |
| 《판의 미로》                             | 기예르모 나바로            |        |
| 《블랙 달리아》                           | 빌모시 지그몬드            |        |
| 《칠드런 오브 맨》                        | 에마누엘 루베스키          |        |
| 《일루셔니스트                            | 딕 포프                    |        |
| 《프레스티지》                            | 월리 피스터                |        |
| 2007 (80회)                               |                            |        |
| 《데어 윌 비 블러드》                     | 로버트 엘스윗              |        |
| 《비겁한 로버트 포드의 제시 제임스 암살》 | 로저 디킨스                |        |
| 《어톤먼트》                              | 셰이머스 맥가비            |        |
| 《잠수종과 나비》                         | 야누시 카민스키            |        |
| 《노인을 위한 나라는 없다》               | 로저 디킨스                |        |
| 2008 (81st)                               |                            |        |
| 《슬럼독 밀리어네어》                     | 앤어니 도드 맨틀           |        |
| 《체인질링》                              | 톰 스턴                    |        |
| 《벤자민 버튼의 시간은 거꾸로 간다》      | 클라우디오 미란다          |        |
| 《다크 나이트》                           | 월리 피스터                |        |
| 《더 리더: 책 읽어주는 남자》             | 로저 디킨스, 크리스 멘지스 |        |
| 2009 (82회)                               |                            |        |
| 《아바타》                                | 마우로 피오레              |        |
| 《해리 포터와 혼혈 왕자》                 | 브뤼노 델보넬              |        |
| 《허트 로커》                             | 배리 애크로이드            |        |
| 《바스터즈: 거친 녀석들》                 | 로버트 리처드슨            |        |
| 《하얀 리본》                             | 크리스티안 베르거          |        |

### 2010년대
| 연도                               | 영화                           | 촬영자 |
| ---------------------------------- | ------------------------------ | ------ |
| 2010 (83회)                        |                                |        |
| 《인셉션》                         | 월리 피스터                    |        |
| 《블랙 스완》                      | 매슈 리버티크                  |        |
| 《킹스 스피치》                    | 대니 코언                      |        |
| 《소셜 네트워크》                  | 제프 크론웨스                  |        |
| 《더 브레이브》                    | 로저 디킨스                    |        |
| 2011 (84회)                        |                                |        |
| 《휴고》                           | 로버트 리처드슨                |        |
| 《아티스트》                       | 기욤 쉬프만                    |        |
| 《밀레니엄: 여자를 증오한 남자들》 | 제프 크론웨스                  |        |
| 《트리 오브 라이프》               | 에마누엘 루베스키              |        |
| 《워 호스》                        | 야누시 카민스키                |        |
| 2012 (85회)                        |                                |        |
| 《라이프 오브 파이》               | 클라우디오 미란다              |        |
| 《안나 카레니나》                  | 셰이머스 맥가비                |        |
| 《장고: 분노의 추적자》            | 로버트 리처드슨                |        |
| 《링컨》                           | 야누시 카민스키                |        |
| 《007 스카이폴》                   | 로저 디킨스                    |        |
| 2013 (86회)                        |                                |        |
| 《그래비티》                       | 에마누엘 루베스키              |        |
| 《일대종사》                       | 필리프 르수르                  |        |
| 《인사이드 르윈》                  | 브뤼노 델보넬                  |        |
| 《네브래스카》                     | 페돈 파파미하일                |        |
| 《프리즈너스》                     | 로저 디킨스                    |        |
| 2014 (87회)                        |                                |        |
| 《버드맨》                         | 에마누엘 루베스키              |        |
| 《그랜드 부다페스트 호텔》         | 로버트 요먼                    |        |
| 《이다》                           | 우카시 잘, 리샤르트 렌체프스키 |        |
| 《미스터 터너》                    | 딕 포프                        |        |
| 《언브로큰》                       | 로저 디킨스                    |        |
| 2015 (88회)                        |                                |        |
| 《레버넌트: 죽음에서 돌아온 자》   | 에마누엘 루베스키              |        |
| 《캐롤》                           | 에드워드 래크먼                |        |
| 《헤이트풀8》                      | 로버트 리처드슨                |        |
| 《매드 맥스: 분노의 도로》         | 존 실                          |        |
| 《시카리오: 암살자의 도시》        | 로저 디킨스                    |        |
| 2016 (89회)                        |                                |        |
| 《라라랜드》                       | 리누스 산드그렌                |        |
| 《컨택트》                         | 브래드퍼드 영                  |        |
| 《라이언》                         | 그레그 프레이저                |        |
| 《문라이트》                       | 제임스 랙스턴                  |        |
| 《사일런스》                       | 로드리고 프리에토              |        |
| 2017 (90회)                        |                                |        |
| 《블레이드 러너 2049》             | 로저 디킨스                    |        |
| 《다키스트 아워》                  | 브뤼노 델보넬                  |        |
| 《덩케르크》                       | 호이터 판호이테마              |        |
| 《치욕의 대지》                    | 레이철 모리슨                  |        |
| 《셰이프 오브 워터: 사랑의 모양》  | 댄 라우스트센                  |        |
| 2018 (91회)                        |                                |        |
| 《로마》                           | 알폰소 쿠아론                  |        |
| 《콜드 워》                        | 우카시 잘                      |        |
| 《더 페이버릿: 여왕의 여자》       | 로비 라이언                    |        |
| 《작가 미상》                      | 케일러브 데이셔넬              |        |
| 《스타 이즈 본》                   | 매슈 리버티크                  |        |
| 2019 (92회)                        |                                |        |
| 《1917》                           | 로저 디킨스                    |        |
| 《아이리시맨》                     | 로드리고 프리에토              |        |
| 《조커》                           | 로런스 셔                      |        |
| 《더 라이트하우스》                | 자린 블라슈케                  |        |
| 《원스 어폰 어 타임 인 할리우드》  | 로버트 리처드슨                |        |

### 2020년대
| 연도                                         | 영화                  | 촬영자 |
| -------------------------------------------- | --------------------- | ------ |
| 2020/21 (93회)                               |                       |        |
| 《맹크》                                     | 에릭 메서슈밋         |        |
| 《유다 그리고 블랙 메시아》                  | 숀 보빗               |        |
| 《뉴스 오브 더 월드》                        | 다리우시 볼스키       |        |
| 《노매드랜드》                               | 조슈아 제임스 리처즈  |        |
| 《트라이얼 오브 더 시카고 7》                | 페돈 파파미하일       |        |
| 2021 (94회)                                  |                       |        |
| 《듄》                                       | 그레그 프레이저       |        |
| 《나이트메어 앨리》                          | 단 라우스트센         |        |
| 《파워 오브 도그》                           | 아리 웨그너           |        |
| 《맥베스의 비극》                            | 브뤼노 델보넬         |        |
| 《웨스트 사이드 스토리》                     | 야누시 카민스키       |        |
| 2022년 (95회)                                |                       |        |
| 《서부 전선 이상 없다》                      | 제임스 프렌드         |        |
| 《바르도, 약간의 진실을 섞은 거짓된 연대기》 | 다리우스 콘쥐         |        |
| 《엘비스》                                   | 맨디 워커             |        |
| 《빛의 시네마》                              | 로저 디킨스           |        |
| 《타르》                                     | 플로리안 호프마이스터 |        |
| 2023년 (96회)                                |                       |        |
| 《오펜하이머》                               | 호이터 판호이테마     |        |
| 《공작》                                     | 에드워드 래크먼       |        |
| 《플라워 킬링 문》                           | 로드리고 프리에토     |        |
| 《마에스트로 번스타인》                      | 매슈 리버티크         |        |
| 《가여운 것들》                              | 로비 라이언           |        |